# Holiday (Schiff)
Die Holiday war ein Kreuzfahrtschiff, welches von 1985 bis 2009 für Carnival Cruise Lines fuhr. Bis 2015 wurde es als Grand Holiday von Ibero Cruceros, im Anschluss als Magellan von Cruise & Maritime Voyages betrieben. 2021 erfolgte die Verschrottung in Alang.

## Geschichte

### Carnival Cruise Lines
Die Holiday wurde unter der Baunummer 246 auf der Aalborg Værft gebaut und am 25. März 1983 auf Kiel gelegt. Die Fertigstellung erfolgte im Januar 1985. Am 3. Juni wurde das Schiff an die Carnival Cruise Lines abgeliefert. In den folgenden 24 Jahre wurde die Holiday für Kreuzfahrten in der Karibik eingesetzt.
2007 wurde die Holiday in Carnival Holiday umbenannt und noch bis 2009 in der Karibik eingesetzt.

### Ibero Cruceros

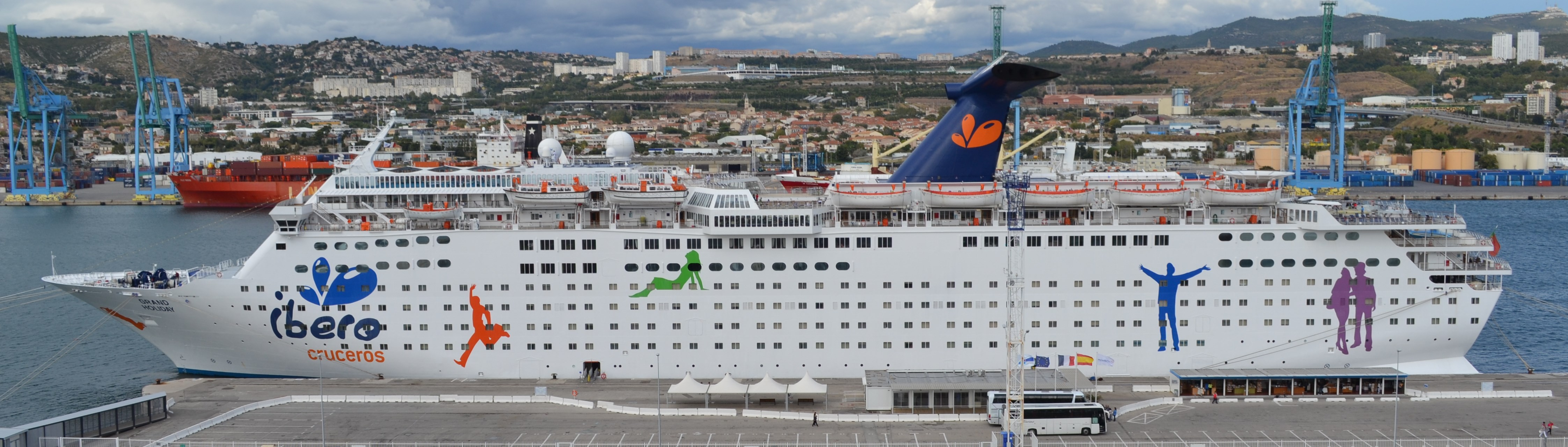
Die Grand Holiday in Marseille (2013)

Ab 2009 fuhr das Schiff als Grand Holiday für Ibero Cruceros, wie auch Carnival Cruise Lines eine Tochtergesellschaft der Carnival Corporation & plc. Heimathafen wurde Madeira. Die Grand Holiday diente während der Olympischen Spiele 2014 in Sotschi als Hotelschiff. Die Marke Ibero Cruceros wurde 2014 durch Costa Crociere eingestellt.

### Cruise & Maritime Voyages

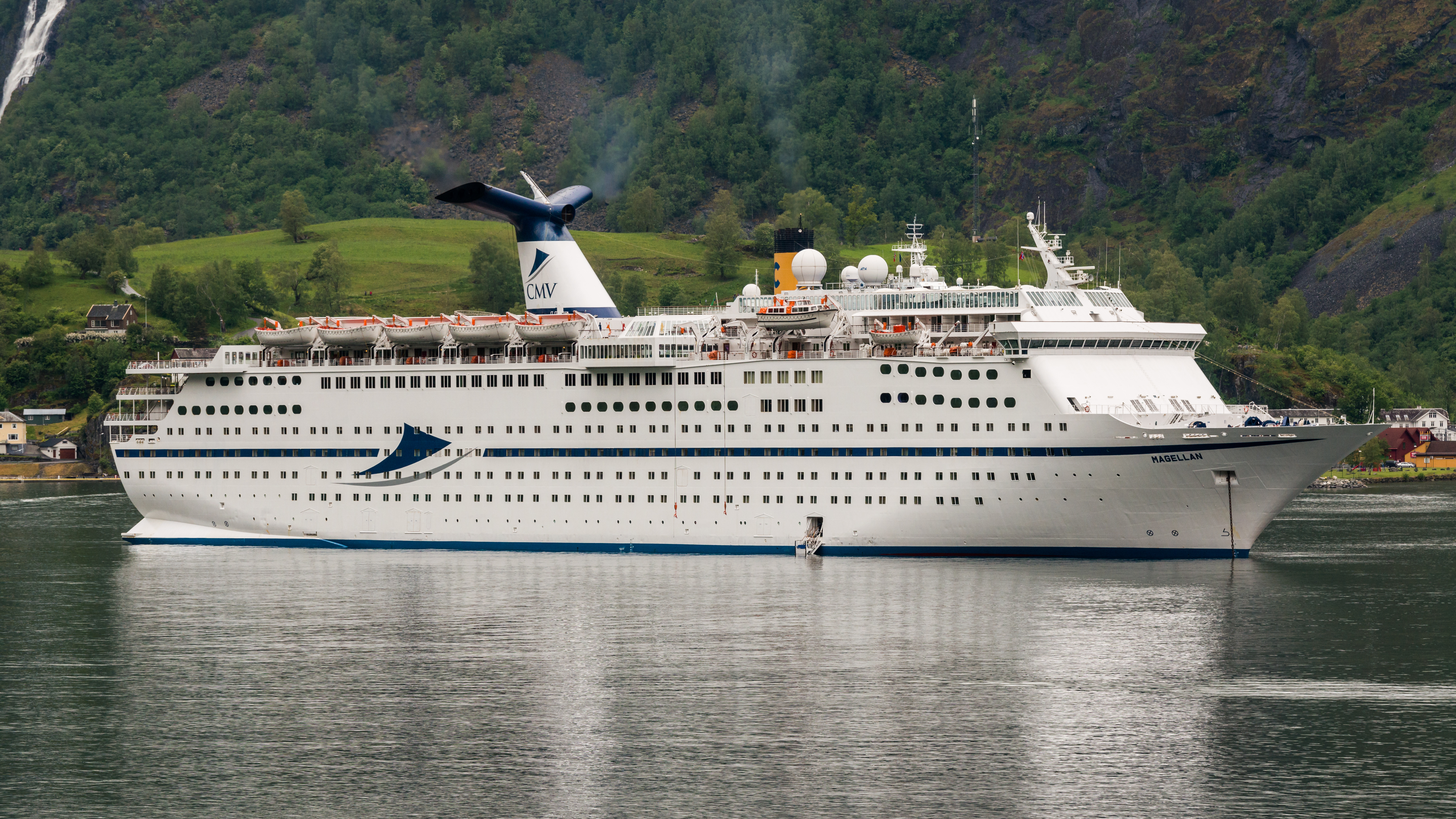
Das Schiff als Magellan in Flåm (2015)

Im November 2014 wurde bekannt gegeben, dass das Schiff an Cruise & Maritime Voyages verkauft wird. Das Schiff wurde im Januar 2015 in Magellan umbenannt und kam unter der Flagge der Bahamas in Fahrt. Am 20. Januar 2015 übernahm Cruise & Maritime Voyages das Schiff. Dafür wurde das Schiff in Griechenland umgebaut. Am 15. März 2015 lief das Schiff von Tilbury zur ersten Kreuzfahrt aus. Daneben wurde die Magellan auch von deren deutscher Tochtergesellschaft Transocean Kreuzfahrten auf dem deutschen Markt eingesetzt.
Im Juli 2018 lief das Schiff in der Seine auf Grund.
Im Dezember 2019 erhielt das Schiff eine neue Rumpflackierung. Bislang in weiß gehalten, wurde der Rumpf nun bei Damen Shipyards blau lackiert.
Im Juli 2020 meldete Cruise & Maritime Voyages Insolvenz an. Daraufhin wurde die Magellan im Oktober 2020 für 3,431 Mio. US-Dollar versteigert. Der neue Eigner, Eaglepower Shipping, eine Tochtergesellschaft der griechischen Seajets Group, verkaufte das Schiff zum Abbruch in Alang. Während eines Zwischenstopps in Duqm wurde das Schiff im Januar 2021 umbenannt in Mages und umgeflaggt auf die Komoren, bevor es am 30. Januar 2021 in Alang gestrandet wurde. Wenige Tage zuvor war dort bereits ihr Schwesterschiff Grand Celebration unter dem Namen Grand gestrandet worden.